# Ехегис
Ехегис (јерм. Եղեգիս) је јерменска река која протиче кроз марз Вајоц Џор и десна је притока Арпе. Извире на јужним обронцима Варденских планина на надморској висини од 2.990 метара. Укупна дужина водотока је 49 km.
Улива се као десна притока у реку Арпа на 1.100 метара надморске висине, а просечан пад је 45 м/км.
Најважније притоке су Мартуни и Селим. Ова река је планинског карактера са бројним брзацима, веома ниским водостајем током лета и изразито бујичног карактера у рано пролеће и јесен. 